# Liste der Kulturgüter im Kanton Appenzell Ausserrhoden
Die Liste der Kulturgüter im Kanton Appenzell Ausserrhoden bietet eine Übersicht zu Verzeichnissen von Objekten unter Kulturgüterschutz in den 20 Gemeinden des Kantons Appenzell Ausserrhoden. Die Verzeichnisse enthalten Kulturgüter von nationaler, regionaler und lokaler Bedeutung.

## Kulturgüterlisten der Gemeinden
- Bühler
- Gais
- Grub
- Heiden
- Herisau
- Hundwil
- Lutzenberg
- Rehetobel
- Reute
- Schönengrund
- Schwellbrunn
- Speicher
- Stein
- Teufen
- Trogen
- Urnäsch
- Wald
- Waldstatt
- Walzenhausen
- Wolfhalden